# Munung
Munung is een bestuurslaag in het regentschap Nganjuk van de provincie Oost-Java, Indonesië. Munung telt 1662 inwoners (volkstelling 2010).